# Реррас, Фейсал
Фейсал (Файсал) Реррас (араб. فيصل غراس‎; родился 7 апреля 1993, Льеж, Бельгия) — марокканский футболист, защитник бельгийского клуба третьего дивизиона «УРСЛ Визе». Выступал за сборную Марокко.

## Клубная карьера
Реррас начал карьеру в клубе «Визе». 3 августа 2013 года в матче против «Сент-Трюйдена» он дебютировал во Второй лиге Бельгии. 29 сентября в поединке против «Эндхарт Аалст» Фейсал забил свой первый гол за «Визе». Летом 2014 года Реррас перешёл в «Сент-Трюйден». 13 августа в матче против «Серена» он дебютировал за новый клуб. 7 сентября в поединке против «Энхарт Аалст» Фейсал забил свой первый гол за «Сент-Трюйден». По итогам сезона Реррас помог команде выйти в элиту. 24 июля 2015 года в матче против «Брюгге» он дебютировал в Жюпиле лиге.
Летом 2016 года Фейсал перешёл в шотландский «Харт оф Мидлотиан». 7 августа в матче против «Селтика» он дебютировал в шотландской Премьер-лиге. 29 октября в поединке против «Инвернесс Каледониан Тисл» Реррас забил свой первый гол за «Харт оф Мидлтиан».
Летом 2017 года Фейсал вернулся в Бельгию, подписав контракт с «Мехеленом». 30 июля в матче против льежского «Стандарда» он дебютировал за новую команду. В начале 2018 года для получения игровой практики Реррас на правах аренды перешёл в «Хиберниан». 31 января в матче против «Мотеруэлла» он дебютировал за новый клуб.

## Международная карьера
15 ноября 2016 года в товарищеском матче против сборной Того Реррас дебютировал за сборную Марокко. В 2017 году в составе сборной Фейсал принял участие Кубка Африки в Габоне. На турнире он был запасным и на поле не вышел.